# 蒂尼奥
艾迪·威尔森·若瑟·多斯·桑托斯（Edi Wilson José dos Santos），昵称蒂尼奥（Dinho），1966年出生于巴西尼奥波利斯，是一名已经退役的足球运动员，曾效力巴西著名的圣保罗队、格雷米奥队、桑托斯队以及西班牙拉科鲁尼亚队。
他曾为巴西国家队出场一次。
现为足球教练，曾与2005-2006年执教卢韦尔登塞。